# Fanourópita
La fanourópita (grec moderne : φανουρόπιτα) est un gâteau traditionnel grec offert le 27 août, le jour de la saint Phanourios (saint patron des objets perdus) et réputé pour intercéder en faveur de celui qui confectionne ce gâteau ce jour-là en l'aidant à retrouver ce qu'il a égaré.
Elle est fabriquée à partir de farine, de sucre, d'huile, de raisins secs, de noix hachées, de jus d'orange, de brandy, de zeste d'orange, de cannelle et de clous de girofle.